# Rouge à lèvres et arme à feu
Pour plus de détails, voir Fiche technique et Distribution.
Rouge à lèvres et arme à feu (High Heels and Low Lifes) est un film américano-britannique réalisé par Mel Smith sorti en 2001.

## Synopsis
Shannon est infirmière et vit avec son compagnon Ray, musicien et artiste. Un soir, Shannon et son amie Frances surprennent une conversation entre truands qui préparent un casse. Elles préviennent la police sans succès. Elles décident de faire chanter les cambrioleurs.

## Fiche technique
- Titre français : Rouge à lèvres et arme à feu
- Titre original : High Heels and Low Lives
- Réalisation : Mel Smith
- Scénario : Kim Fuller
- Musique : Charlie Mole
- Photographie : Steven Chivers
- Montage : Chris Blunden
- Production : Uri Fruchtmann & Barnaby Thompson
- Sociétés de production : Fragile Films, High Heels Productions Limited & Touchstone Pictures
- Société de distribution : Buena Vista International
- Pays :  États-Unis -  Royaume-Uni
- Langue : Anglais
- Format : Couleur - Dolby Digital - 35 mm - 1.85:1
- Genre : Comédie, Policier
- Durée : 83 minutes
- Dates de sortie : 
  -  Royaume-Uni : 16 juillet 2001
  -  États-Unis : 26 octobre 2001
  -  France : 21 novembre 2001
  -  Belgique : 16 janvier 2002

## Distribution
- Minnie Driver (VF : Virginie Méry) : Shannon
- Mary McCormack (VF : Marjorie Frantz) : Frances
- Kevin McNally (VF : Jacques Frantz) : Le major Mason
- Mark Williams (VF : Bernard Métraux) : L'inspecteur Tremaine
- Kevin Eldon (en) (VF : Jean-Pierre Michaël) : L'inspecteur McGill
- Danny Dyer (VF : Patrick Mancini) : Danny
- Michael Gambon (VF : Bernard Dhéran) : Kerrigan
- Len Collin : Barry
- Darren Boyd : Ray
- Hugh Bonneville : Le fermier